# Premierenbesetzungen der Bayerischen Staatsoper ab 2014

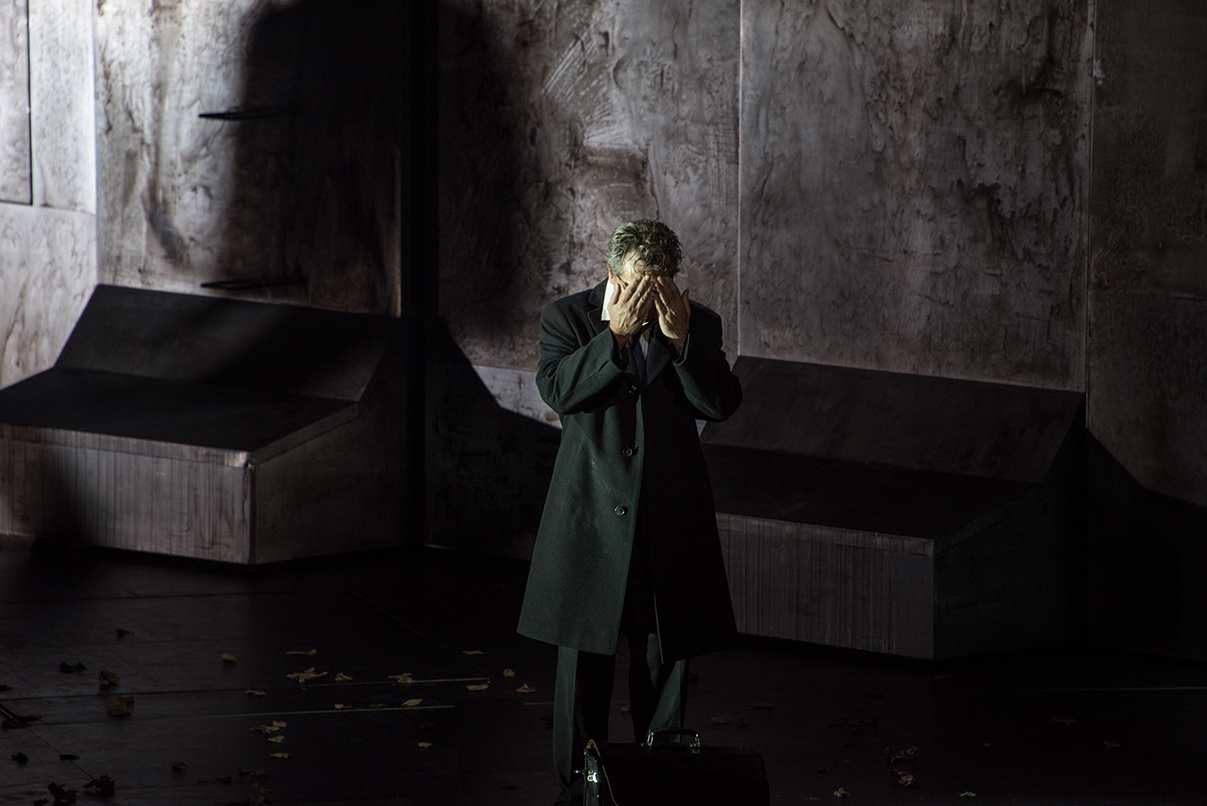
Roberto Alagna als Éléazar in der Neuproduktion von Scribe/Halévys La Juive, Juni 2016

Die Premierenbesetzungen der Bayerischen Staatsoper ab 2014 listen alle Mitwirkenden der Opern-Neuinszenierungen an der Bayerischen Staatsoper in München auf, die seit 2014 stattgefunden haben oder offiziell angekündigt wurden.

## Leitung
Staatsintendant der Bayerischen Staatsoper seit 2008 ist Nikolaus Bachler. Als Nachfolger des langjährigen Generalmusikdirektors Kent Nagano wurde 2013 Kirill Petrenko bestellt. Diese Liste wird schrittweise um alle Spielzeiten ab 2013 ergänzt.
Alle Aufführungen fanden, sofern nicht eigens angegeben, im Nationaltheater statt.

## 2013/2014
| Die Frau ohne Schatten, Text von Hugo von Hofmannsthal, Musik von Richard Strauss, 21. November 2013 | | | |
| Kirill Petrenko Sören Eckhoff Chor Stellario Fagone Kinderchor | Krzysztof Warlikowski Malgorzata Szczesniak Felice Ross Claude Bardouil Choreographie Denis Guéguin Video Kamil Polak Videoanimation Miron Hakenbeck Dramaturgie | Adrianne Pieczonka Die Kaiserin Deborah Polaski Die Amme Hanna-Elisabeth Müller Hüter der Schwelle des Tempels Eri Nakamura Die Stimme des Falken Okka von der Damerau Eine Stimme von oben Elena Pankratova Färberin Renate Jett Keikobad                          | Johan Botha Der Kaiser Sebastian Holecek Der Geisterbote Dean Power Erscheinung eines Jünglings Wolfgang Koch Barak, der Färber Tim Kuypers Der Einäugige Christian Rieger Der Einarmige Matthew Peña Der Bucklige |
| La forza del destino, Text von Francesco Maria Piave, Musik von Giuseppe Verdi, 22. Dezember 2013 | | | |
| Asher Fisch Sören Eckhoff Chor | Martin Kušej Martin Zehetgruber, Heidi Hackl Reinhard Traub Olaf A. Schmitt, Benedikt Stampfli Dramaturgie                                                       | Anja Harteros Donna Leonora Nadia Krasteva Preziosilla Heike Grötzinger Curra | Vitalij Kowaljow Il Marchese di Calatrava \| Padre Guardiano Ludovic Tézier Don Carlo di Vargas Jonas Kaufmann Don Alvaro Renato Girolami Fra Melitone Christian Rieger Un alcade Francesco Petrozzi Mastro Trabuco Rafał Pawnuk Un chirurgo |
| La clemenza di Tito, Text von Caterino Tommaso Mazzolà, Musik von Wolfgang Amadeus Mozart, 10. Februar 2014 | | | |
| Kirill Petrenko Sören Eckhoff Chor | Jan Bosse Stéphane Laimé, Victoria Behr Ingo Bracke Bibi Abel Video Miron Hakenbeck Dramaturgie                                                                  | Kristīne Opolais Vitellia Hanna-Elisabeth Müller Servilia Tara Erraught Sesto Angela Brower Annio | Toby Spence Tito Vespasiano Tareq Nazmi Publio |
| Die Soldaten, Text von Jakob Michael Reinhold Lenz, Musik von Bernd Alois Zimmermann, 25. Mai 2014 | | | |
| Kirill Petrenko Wolfram Nehls Klangregie Oksana Lyniv Leitung Schlagzeug Gregor Raquet Bühnenmusik | Andreas Kriegenburg Harald B. Thor, Andrea Schraad Stefan Bolliger Zenta Haerter Choreographie Malte Krasting Dramaturgie                                        | Barbara Hannigan Marie, Tochter von Wesener Okka von der Damerau Charlotte, Tochter von Wesener Hanna Schwarz Weseners alte Mutter Heike Grötzinger Stolzius’ Mutter Nicola Beller Carbone Gräfin de la Roche Makoto Sakurai Andalusierin Karin Kreitner Madam Roux | Christoph Stephinger Wesener, Galanteriehändler Michael Nagy Stolzius, Tuchhändler Tareq Nazmi Obrist, Graf von Spannheim Daniel Brenna Desportes, Edelmann Kevin Conners Pirzel, Hauptmann Christian Rieger Eisenhardt, Feldprediger Tim Kuypers Haudy, Hauptmann Wolfgang Newerla Mary, Hauptmann Alexander Kaimbacher Der junge Graf de la Roche Johannes Terne Der Bedienter Peter Tantsits, David Sitka, Dean Power Junge Offiziere Daryl Jackson, Steve Pucker, Christian Prager Fähnriche Eric Price, Frederic Jost, Niklas Mallmann Hauptleute Matthias Bein Junger Fähnrich Manuel Adt Betrunkener Offizier |
| Guillaume Tell, 28. Juni 2014, im Rahmen der Münchner Opernfestspiele 2014 Nach dem Drama Wilhelm Tell von Friedrich von Schiller, Libretto von Etienne de Jouy und Hippolyte Bis, Musik von Gioachino Rossini | | | |
| Dan Ettinger Sören Eckhoff Chor | Antú Romero Nunes Florian Lösche, Annabelle Witt Michael Bauer Rainer Karlitschek Dramaturgie                                                                    | Evgeniya Sotnikova Jemmy Marina Rebeka Mathilde Jennifer Johnston Hedwige | Michael Volle Guillaume Tell Bryan Hymel Arnold Melcthal Goran Jurić Walter Furst Christoph Stephinger Melcthal Günther Groissböck Gesler Kevin Conners Rodolphe Enea Scala Ruodi Christian Rieger Leuthold |
| L’Orfeo, 20. Juli 2014, im Rahmen der Münchner Opernfestspiele 2014 Favola in Musica von Alessandro Striggio dem Jüngeren (Libretto) und Claudio Monteverdi (Musik)                                            | | | |
| Ivor Bolton Monteverdi-Continuo-Ensemble und Mitglieder des Bayerischen Staatsorchesters Zürcher Sing-Akademie Tim Brown Chor                                                                                  | David Bösch Patrick Bannwart, Falko Herold Michael Bauer Falko Herold Video Rainer Karlitschek Dramaturgie                                                       | Anna Virovlansky Euridice Anna Bonitatibus Messagiera \| Proserpina Angela Brower Speranza \| La Musica Lucy Knight Ninfa | Christian Gerhaher Orfeo Andrea Mastroni Caronte Andrew Harris Plutone Mauro Peter Apollo Jeroen de Vaal Echo \| Pastore II \| Spirito III Mathias Vidal, Gabriel Jublin, Thomas Faulkner Pastori \| Spiriti |

## 2014/2015
| Věc Makropulos, 19. Oktober 2014 | | | |
| Tomáš Hanus Sören Eckhoff Chor | Árpád Schilling Márton Ágh Tamás Bányai | Nadja Michael Emilia Marty Tara Erraught Krista Heike Grötzinger Aufräumefrau Rachael Wilson Kammerzofe Emilias | Pavel Černoch Albert Gregor John Lundgren Jaroslav Prus Dean Power Janek Prus Gustáv Beláček Dr. Kolenaty Reiner Goldberg Hauk-Sendorf Kevin Conners Vítek Peter Lobert Theatermaschinist |
| Manon Lescaut, 15. November 2014 | | | |
| Alain Altinoglu Sören Eckhoff Chor | Hans Neuenfels Stefan Mayer, Andrea Schmidt-Futterer Stefan Bolliger Rainer Karlitschek, Benedikt Stampfli Dramaturgie Yvonne Gebauer Konzeptionelle Mitarbeit | Kristīne Opolais Manon Lescaut | Markus Eiche Lescaut Jonas Kaufmann Des Grieux Roland Bracht Geronte di Ravoir Dean Power Edmondo Christian Rieger L’Oste Ulrich Reß Maestro di ballo Okka von der Damerau Musico Christoph Stephinger Sergente Alexander Kaimbacher Lampionaio Evgenij Kachurovsky Comandante |
| Lucia di Lammermoor, 26. Januar 2015 | | | |
| Kirill Petrenko Stellario Fagone Chor | Barbara Wysocka Barbara Hanicka, Julia Kornacka Rainer Casper Malte Krasting, Daniel Menne Dramaturgie Andergrand Media + Spektakle Video                      | Diana Damrau Lucia Ashton Rachael Wilson Alisa | Dalibor Jenis Lord Enrico Ashton Pavol Breslik Edgardo Emanuele D’Aguanno Lord Arturo Bucklaw Georg Zeppenfeld Raimondo Bidebent Dean Power Normanno |
| Le comte Ory, nach dem gleichnamigen Vaudeville-Stücks, Libretto von Eugène Scribe und Charles-Gaspard Delestre-Poirson, Musik von Gioachino Rossini (1828), Neuproduktion des Opernstudios der Bayerischen Staatsoper im Cuvilliés-Theater, 12. April 2015 | | | |
| Oksana Lyniv Sören Eckhoff Chor | Marcus H. Rosenmüller Doerthe Komnick, Sophia Dreyer Michael Bauer Daniel Menne Dramaturgie                                                                    | Elsa Benoit, Anna Rajah La Comtesse Anna Rajah, Elsa BenoitAlice Rachael Wilson Dame Ragonde Maria Pitsch Alice | Matthew Grills, Petr Nekoranec Le comte Ory John Carpenter, Evgenij Kachurovsky Raimbaud Leonard Bernad Le Gouverneur Marzia Marzo Isolier Andreas Smettan Coryphée 1 Evgenij Kachurovsky, John Carpenter Coryphée 2 |
| Lulu, nach den Tragödien Erdgeist und Die Büchse der Pandora von Frank Wedekind, Musik von Alban Berg, 25. Mai 2015 | | | |
| Kirill Petrenko | Dmitri Tschernjakow Regie und Bühne Elena Zaytseva Kostüme Gleb Filshtinsky Malte Krasting Dramaturgie Tatiana Baganova Choreographische Assistenz             | Marlis Petersen Lulu Daniela Sindram Gräfin Geschwitz Rachael Wilson Garderobiere \| Gymnasiast \| Groom Elsa Benoit, Leela Subramaniam Fünfzehnjährige Cornelia Wulkopf Ihre Mutter Heike Grötzinger Eine Kunstgewerblerin | Christian Rieger Medizinalrat \| Bankier \| Professor Rainer Trost Maler \| Neger Bo Skovhus Dr. Schön \| Jack the Ripper Matthias Klink Alwa Martin Winkler Tiebändiger \| Athlet Wolfgang Ablinger-Sperrhacke Prinz \| Kammerdiener \| Marquis Christoph Stephinger Theaterdirektor John Carpenter Journalist Leonard Bernad, Johannes Kammler Diener Nicholas Reinke Polizeikommissär Pavlo Hunka Schigolch |
| Pelléas et Mélisande, Prinzregententheater, 28. Juni 2015, im Rahmen der Münchner Opernfestspiele 2015 Nach dem gleichnamigen Schauspiel von Maurice Maeterlinck, Musik von Claude Debussy (1902)                                                           | | | |
| Constantinos Carydis Sören Eckhoff Chor | Christiane Pohle Maria-Alice Bahra, Sara Kittelmann Benedikt Zehm Malte Ubenauf Mitarbeit Regie Benedikt Stampfli Produktionsdramaturgie                       | Okka von der Damerau Geneviève Elena Tsallagova Mélisande | Alastair Miles Arkel Elliot Madore Pelléas Markus Eiche Golaud Tölzer Knabenchor Yniold Peter Lobert Ein Arzt Evgenij Kachurovsky Ein Hirt |
| Arabella, 6. Juli 2015, im Rahmen der Münchner Opernfestspiele 2015 Oper in drei Aufzügen, Libretto von Hugo von Hofmannsthal, Musik von Richard Strauss (1933)                                                                                             | | | |
| Philippe Jordan Sören Eckhoff Chor | Andreas Dresen Mathias Fischer-Dieskau, Sabine Greunig Michael Bauer Rainer Karlitschek Dramaturgie                                                            | Doris Soffel Adelaide Anja Harteros Arabella Hanna-Elisabeth Müller Zdenka Eir Inderhaug Die Fiakermilli Heike Grötzinger Eine Kartenaufschlägerin                                                                          | Kurt Rydl Graf Waldner Thomas J. Mayer Mandryka Joseph Kaiser Matteo Dean Power Graf Elemer Steven Humes Graf Lamoral Bastian Beyer Welko Andrea Borghini Graf Dominik Tjark Bernau Jankel Niklas Mallmann Ein Zimmerkellner Vedran Lovric Djura |

## 2015/2016
Das Motto der Spielzeit lautet: VERMESSEN. Staatsintendant Bachler erläuterte die Wahl des Begriffes: „Die unterschiedlichen Bedeutungen dieses Wortes – einerseits der technische Begriff, anderseits ein das menschliche Handeln zwischen Ambition und Übermut umschreibendes Adjektiv – beschäftigen uns in allen Premieren.“ Vier Werke gelangen in dieser Spielzeit erstmals auf den Spielplan des Traditionshauses – Arrigo Boitos einzige vollendete Oper Mefistofele, Sergei Prokofjews selten aufgeführter Der feurige Engel, das Opéra-ballet Les Indes galantes von Jean-Philippe Rameau, sowie die Uraufführung der Oper South Pole von Tom Holloway und Miroslav Srnka.
| Mefistofele, 24. Oktober 2015 | | | |
| Omer Meir Wellber Sören Eckhoff Chor Stellario Fagone Kinderchor | Roland Schwab Piero Vinciguerra, Renée Listerdal Michael Bauer Stefano Giannetti Choreographie Lea Heutelbeck Video Daniel Menne Dramaturgie                        | Kristīne Opolais Margherita Heike Grötzinger Marta Karine Babajanyan Elena Rachael Wilson Pantalis | René Pape Mefistofele Joseph Calleja Faust Andrea Borghini Wagner Joshua Owen Mills Nerèo |
| Der feurige Engel, 29. November 2015 | | | |
| Vladimir Jurowski Stellario Fagone Chor | Barrie Kosky Rebecca Ringst, Klaus Bruns Joachim Klein Otto Pichler Choreographie Bettina Auer, Miron Hakenbeck Dramaturgie                                         | Svetlana Sozdateleva Renata Heike Grötzinger Schenkwirtin Elena Manistina Wahrsagerin Okka von der Damerau Äbtissin Iris van Wijnen, Deniz Uzun Junge Nonnen                                             | Jewgeni Nikitin Ruprecht Vladimir Galouzine Agrippa von Nettesheim Kevin Conners Mephistopheles Igor Tsarkov Faust Goran Jurić Inquisitor Ulrich Reß Jakob Glock Tim Kuypers Mathias Wissmann Matthew Grills Doktor Christian Rieger Knecht Andrea Borghini Schankwirt |
| South Pole, 11. Februar 2016 | | | |
| Kirill Petrenko | Hans Neuenfels Katrin Connan, Hans Neuenfels Bühne Andrea Schmidt-Futterer Kostüme Stefan Bolliger Henry Arnold Konzeptionelle Mitarbeit Malte Krasting Dramaturgie | Tara Erraught Kathleen Scott Mojca Erdmann Landlady | Rolando Villazón Robert Falcon Scott Dean Power Lawrence Oates Kevin Conners Edward "Uncle Bill" Wilson Matthew Grills Edgar Evans Joshua Owen Mills Henry "Birdie" Bowers Thomas Hampson Roald Amundsen Tim Kuypers Hjalmar Johansen John Carpenter Oscar Wisting Christian Rieger Helmer Hanssen Sean Michael Plumb Olav Bjaaland |
| Un ballo in maschera, 6. März 2016 | | | |
| Zubin Mehta Sören Eckhoff Chor | Johannes Erath Heike Scheele, Gesine Völlm Joachim Klein Lea Heutelbeck Video Malte Krasting Dramaturgie                                                            | Anja Harteros Amelia Okka von der Damerau Ulrica Sofia Fomina Oscar | Piotr Beczała Riccardo George Petean Renato Andrea Borghini Silvano Anatoli Sivko Samuel Scott Conner Tom Ulrich Reß Oberster Richter Joshua Owen Mills Diener Amelias |
| Die Meistersinger von Nürnberg, 16. Mai 2016 | | | |
| Kirill Petrenko Sören Eckhoff Chor | David Bösch Patrick Bannwart, Meentje Nielsen Michael Bauer Rainer Karlitschek Dramaturgie                                                                          | Sara Jakubiak Eva Okka von der Damerau Magdalene | Wolfgang Koch Hans Sachs Jonas Kaufmann Walther von Stolzing Christof Fischesser Veit Pogner Markus Eiche Sixtus Beckmesser Benjamin Bruns David Kevin Conners Kunz Vogelsang Christian Rieger Konrad Nachtigall Eike Wilm Schulte Fritz Kothner Ulrich Reß Balthasar Zorn Stefan Heibach Ulrich Eißlinger Thorsten Scharnke, Francesco Petrozzi Augustin Moser Friedemann Röhlig Hermann Ortel Peter Lobert Hans Schwarz Christoph Stephinger Hans Foltz Tareq Nazmi Ein Nachtwächter |
| La Juive, 26. Juni 2016, im Rahmen der Münchner Opernfestspiele 2016 Oper in fünf Akten, Libretto von Eugène Scribe, Musik von Fromental Halévy (1835)                                                                  | | | |
| Bertrand de Billy Sören Eckhoff Chor | Calixto Bieito Rebecca Ringst, Ingo Krügler Michael Bauer Benedikt Stampfli Dramaturgie                                                                             | Aleksandra Kurzak Rachel, Éléazars Tochter Vera-Lotte Böcker La Princesse Eudoxie | Roberto Alagna Le Juif Eléazar John Osborn Léopold, Reichsfürst Ain Anger Le Cardinal Jean-François de Brogni Andrea Borghini Ruggiero Tareq Nazmi Albert Christian Rieger Ausrufer des kaiserlichen Heeres Petr Nekoranec Offizier des Kaisers Johannes Kammler Haushofmeister des Kaisers/Mann aus dem Volk Peter Lobert Henker Igor Tsarkov Mann aus dem Volk |
| Les Indes galantes, Prinzregententheater, 21. Juli 2017, im Rahmen der Münchner Opernfestspiele 2016 Opéra-ballet in einem Prolog und vier Aufzügen, Libretto von Louis Fuzelier, Musik von Jean-Philippe Rameau (1735) | | | |
| Ivor Bolton Detlef Bratschke Chor | Sidi Larbi Cherkaoui Inszenierung und Choreographie Anna Viebrock, Greta Goiris Michael Bauer Antonio Cuenca, Miron Hakenbeck Dramaturgie                           | Lisette Oropesa Hébé \| Zima Ana Quintans L’Amour \| Zaire Elsa Benoit Emilie Anna Prohaska Phani \| Fatime Jennifer White, Niku Navala Chaudhari, Acacia Schachte, Ema Yuasa, Nicola Leahey Tänzerinnen | Goran Jurić Bellone Tareq Nazmi Osman \| Ali Cyril Auvity Valère \| Tacmas François Lis Huascar \| Don Alvaro Mathias Vidal Don Carlos \| Damon John Moore Adario Elias Lazaridis, Kazutomi “Tsuki” Kozuki, Shintaro Oue, Patrick Williams "Twoface" Seebacher, Denis Kooné, James Vu Anh Pham, Jason Kittelberger Tänzer |

## 2016/2017
Als Motto für diese Spielzeit haben Staatsintendant Nikolaus Bachler und Generalmusikdirektor Kirill Petrenko nur zwei Worte gewählt: „Was folgt“. Bachler erläutert die Wahl wie folgt: „Diese Redewendung impliziert Ende genauso wie Neuanfang. Die Frage nach den Folgen unseres eigenen Handelns in einer immer komplexer werdenden Welt verwirrt uns nicht selten und liefert den Stoff für insgesamt acht Opernpremieren – davon zwei unter der Leitung von Kirill Petrenko“. Darüber hinaus werden 33 weitere Produktionen im Repertoire gezeigt und eine Opernstudio-Neuproduktion von Gian Carlo Menottis The Consul.
| La Favorite, Libretto von Alphonse Royer, Gustave Vaëz und Eugène Scribe, Musik von Gaetano Donizetti (1840), 23. Oktober 2016 | | | |
| Karel Mark Chichon Sören Eckhoff Chor | Amélie Niermeyer Alexander Müller-Elmau, Kirsten Dephoff Michael Bauer Ramses Sigl Choreographische Mitarbeit Rainer Karlitschek Dramaturgie                                                                                                | Elīna Garanča Léonor de Guzman Elsa Benoit Inès | Matthew Polenzani Fernand Mariusz Kwiecień Alphonse XI. Mika Kares Balthazar Joshua Owen Mills Don Gaspard |
| Lady Macbeth von Mzensk, nach der Novelle von Nikolai Leskow, Libretto von Alexander Preis, Musik von Dmitri Schostakowitsch (1934), 28. November 2016 | | | |
| Kirill Petrenko Sören Eckhoff Chor | Harry Kupfer Hans Schavernoch, Yan Tax Jürgen Hoffmann Thomas Reimer Video Malte Krasting Produktionsdramaturgie | Anja Kampe Katerina Ismailowa Heike Grötzinger Aksinja Anna Lapkovskaja Sonjetka Selene Zanetti Zwangsarbeiterin                                                             | Anatoli Kotscherga Boris Timofejewitsch Ismailow Sergey Skorokhodov Sinowij Borissowitsch Ismailow Misha Didyk Sergej Kevin Conners Der Schäbige Christian Rieger Verwalter Sean Michael Plumb Hausknecht Milan Siljanov Mühlenarbeiter Goran Jurić Pope Alexander Tsymbalyuk Polizeichef \| Alter Zwangsarbeiter Kristof Klorek Polizist Dean Power Lehrer Peter Lobert Sergeant Igor Tsarkov Wächter                                                                  |
| Semiramide, nach dem Trauerspiel Sémiramis von Voltaire, Libretto von Gaetano Rossi, Musik von Gioachino Rossini (1823), 12. Februar 2017 | | | |
| Michele Mariotti Stellario Fagone Chor | David Alden Paul Steinberg, Buki Shiff Adam Silverman Robert Pflanz Video Beate Vollack Choreographie Daniel Menne Dramaturgie | Joyce DiDonato Semiramide Daniela Barcellona Arsace Elsa Benoit Azema | Alex Esposito Assur Lawrence Brownlee Idreno Christophoros Stamboglis Oroe Galeano Salas Mitrane Igor Tsarkov L’ombra di Nino |
| Andrea Chénier, Libretto von Luigi Illica, Musik von Umberto Giordano (1896), 12. März 2017 | | | |
| Omer Meir Wellber Stellario Fagone Chor | Philipp Stölzl Heike Vollmer/Philipp Stölzl, Anke Winckler N. N. Benedikt Stampfli Dramaturgie | Anja Harteros Maddalena di Coigny J'nai Bridges La mulatta Bersi Doris Soffel Gräfin von Coigny Elena Zilio Madelon                                                          | Jonas Kaufmann Andrea Chénier Luca Salsi Carlo Gérard Andrea Borghini Roucher Nathaniel Webster Pierre Fléville Christian Rieger Fouqier-Tinville Tim Kuypers Mathieu Kevin Conners Incroyable Ulrich Reß Abbé Anatoli Sivko Schmidt \| Haushofmeister Kristof Klorek Dumas |
| The Consul, Libretto und Musik von Gian Carlo Menotti (1950), Neuproduktion des Opernstudios der Bayerischen Staatsoper im Cuvilliés-Theater, 28. März 2017 | | | |
| Geoffrey Paterson Münchener Kammerorchester | Christiane Lutz Christian Tabakoff, Natascha Maraval Benedikt Zehm Daniel Menne Produktionsdramaturgie | Selene Zanetti Magda Sorel Niamh O’Sullivan Die Sekretärin Helena Zubanovich Die Mutter Anna El-Khashem Die Ausländerin Paula Iancic Anna Gomez Alyona Abramowa Vera Boronel | Johannes Kammler John Sorel Igor Tsarkov Agent der Geheimpolizei Galeano Salas, Joshua Owen Mills Der Zauberer Nika Magadoff Milan Siljanov Mr. Kofner Frederic Jost Assan |
| Tannhäuser, Text und Musik von Richard Wagner (1845), 21. Mai 2017 | | | |
| Kirill Petrenko Sören Eckhoff Chor | Romeo Castellucci Regie, Bühne, Kostüme, Licht Cindy Van Acker Choreographie Marco Giusti Lichtassistenz Silvia Costa Regie-Mitarbeit Maroussia Vaes Bühnenbild Assistenz Piersandra Di Matteo, Malte Krasting, Miron Hakenbeck Dramaturgie | Anja Harteros Elisabeth Elena Pankratova Venus Elsa Benoit Ein junger Hirt                                                                                                   | Georg Zeppenfeld Hermann, Landgraf von Thüringen Klaus Florian Vogt Tannhäuser Christian Gerhaher Wolfram von Eschenbach Dean Power Walther von der Vogelweide Peter Lobert Biterolf Ulrich Reß Heinrich der Schreiber Christian Rieger Reinmar von Zweter Tölzer Knabenchor Vier Edelknaben |
| Die Gezeichneten, 1. Juli 2017, im Rahmen der Münchner Opernfestspiele 2017 Nach dem Theaterstück Hidalla oder Sein und Haben von Frank Wedekind (1904), Text und Musik von Franz Schreker (1918)                                                                    | | | |
| Ingo Metzmacher Sören Eckhoff Chor | Krzysztof Warlikowski Małgorzata Szczęśniak Felice Ross Claude Bardouil Choreographie Denis Guéguin Video Miron Hakenbeck Dramaturgie | Catherine Naglestad Carlotta Nardi Paula Iancic Ginevra Scotti Heike Grötzinger Martuccia Selene Zanetti Ein Mädchen Niamh O’Sullivan Dienerin                               | Christopher Maltman Graf Andrea Vitelozzo Tamare Alastair Miles Lodovico Nardi John Daszak Alviano Salvago Matthew Grills Guidobaldo Usodimare Kevin Conners Menaldo Negroni Sean Michael Plumb Michelotto Cibo Andrea Borghini Gonsalvo Fieschi Peter Lobert Julian Pinelli Andreas Wolf Paolo Calvi Dean Power Pietro Galeano Salas Ein Jüngling Milan Siljanov Dessen Freund \| Diener Ulrich Reß, Christian Rieger, Kristof Klorek Senatoren Tölzer Knabenchor Kind |
| Oberon, König der Elfen, Prinzregententheater, 21. Juli 2017, im Rahmen der Münchner Opernfestspiele 2017 Romantische Feenoper in drei Aufzügen, Libretto von James Robinson Planché, ins Deutsche übersetzt von Theodor Hell, Musik von Carl Maria von Weber (1826) | | | |
| Ivor Bolton Sören Eckhoff Chor | Nikolaus Habjan Jakob Brossmann, Denise Heschl Michael Bauer Rainer Karlitschek Dramaturgie | Alyona Abramowa Titania (Puck) Annette Dasch Rezia Rachael Wilson Fatime Anna El-Khashem Meermädchen Manuela Linshalm Eine der drei Pucks                                    | Julian Prégardien Oberon Brenden Gunnell Hüon von Bordeaux Johannes Kammler Scherasmin Daniel Frantisek Kamen, Sebastian Mock Zwei der drei Pucks |

## 2017/2018
| Le nozze di Figaro von Pierre Augustin Caron de Beaumarchais und Wolfgang Amadeus Mozart, Libretto von Lorenzo Da Ponte (1786), 26. Oktober 2017 | | | |
| Constantinos Carydis Stellario Fagone Chor | Christof Loy Johannes Leiacker, Klaus Bruns Franck Evin Axel Bahro Puppenbauer Daniel Menne Dramaturgie | Federica Lombardi Contessa Almaviva Olga Kulchynska Susanna Solenn' Lavanant-Linke Cherubino Anne Sofie von Otter Marcellina Anna El-Khashem Barbarina                                                                     | Christian Gerhaher Conte Almaviva Alex Esposito Figaro Paolo Bordogna Bartolo Manuel Günther Basilio Dean Power Don Curzio Milan Siljanov Antonio |
| Il trittico, Libretti von Giuseppe Adami und Giovacchino Forzano, Musik von Giacomo Puccini (1918), 17. Dezember 2017                            | | | |
| Kirill Petrenko Sören Eckhoff Chor | Lotte de Beer Bernhard Hammer, Jorine van Beek Alex Brok Malte Krasting Dramaturgie                     | Il tabarro Eva-Maria Westbroek Giorgetta Heike Grötzinger La Frugola | Yonghoon Lee Luigi Wolfgang Koch Michele Martin Snell Il Talpa Kevin Conners Il Tinca Dean Power Un venditore di canzonette |
| Kirill Petrenko Sören Eckhoff Chor | Lotte de Beer Bernhard Hammer, Jorine van Beek Alex Brok Malte Krasting Dramaturgie                     | Suor Angelica Ermonela Jaho Suor Angelica Michaela Schuster La Zia Principessa Heike Grötzinger La Badessa Helena Zubanovich La Suora Zelatrice Jennifer Johnston La Maestra delle Novizie Anna El-Khashem Suor Genovieffa | |
| Kirill Petrenko Sören Eckhoff Chor | Lotte de Beer Bernhard Hammer, Jorine van Beek Alex Brok Malte Krasting Dramaturgie                     | Gianni Schicchi Rosa Feola Lauretta Michaela Schuster Zita Selene Zanetti Nella Jennifer Johnston La Ciesca | Ambrogio Maestri Gianni Schicchi Pavol Breslik Rinuccio Dean Power Gherardo Leonid Sushon Gherardino Christian Rieger Betto di Signa Martin Snell Simone Sean Michael Plumb Marco Donato Di Stefano Maestro Spinelloccio Andrea Borghini Amantio di Nicolao Milan Siljanov Pinellino Boris Prýgl Guccio |